# Gerhard Kutzsch
Gerhard Kutzsch (* 5. August 1914 in Leipzig; † 19. September 2000 in Berlin) war ein deutscher Archivar und Direktor des Landesarchivs Berlin.

## Leben
Kutzschs Vater war der Reichsbahninspektor Gerhard Kutzsch, seine Mutter Agnes Kutzsch, geborene Röcke. 1945 heiratete er Gertraude Gabin.
Er studierte ab 1936 an der Universität Leipzig Geschichte, Anglistik und Germanistik, wo er 1941 mit einer Arbeit zu George Bernard Shaw promoviert wurde. Eine geplante Biographie über Ernst Moritz Arndt, die Kutzsch für den Propyläen-Verlag verfasste, konnte kriegsbedingt nicht erscheinen. 1943 wurde Kutzsch bei der Reichsbahn dienstverpflichtet. 
Nach dem Krieg arbeitete er kurzzeitig als Volksschullehrer, bevor er 1950/1951 Politik an der Deutschen Hochschule für Politik in Berlin studierte. 1952 begann er am Hauptarchiv Berlin als Volontär zu arbeiten. Um sich für eine Festanstellung zu qualifizieren, belegte er 1955 einen Kurs an der Archivschule Marburg. Am 1. Juni 1957 wurde Kutzsch im Landesarchiv Berlin angestellt. Er war von 1965 bis 1979 Direktor des Archivs.
Von 1978 bis 1985 war Kutzsch Erster Vorsitzender des Vereins für die Geschichte Berlins.

## Ehrungen
- Fidicin-Medaille des Vereins für die Geschichte Berlins (1985)[2]

## Veröffentlichungen (Auswahl)
- Der Fall „Candida“. Eine kritische Studie über George Bernard Shaw, Leipzig: Koehler & Amelang 1941 (zugleich: Leipzig, Phil. Diss. 1941).
- Kampf um die Theaterfreiheit. Gerhart Hauptmanns „Weber“ vor dem Verwaltungsgericht, 1892, in: Jahrbuch des Vereins für die Geschichte Berlins, Jahrgang 10, Berlin 1961.
- Vom „sozialen Defizit“ Berlins 1875–1915. Zur Geschichte der Prostitution der Reichshauptstadt, in: Jahrbuch des Vereins für die Geschichte Berlins, Jahrgang 13, Berlin 1964.
- Der Staat und die Stadt Berlin. Skizzierung ihres Verhältnisses zueinander im 19. Jahrhundert, in: Jahrbuch des Vereins für die Geschichte Berlins, Jahrgang 17, Berlin 1968.
- Hinter den Fassaden. Das Volk Berlins im 19. Jahrhundert, in: Jahrbuch des Jahrbuch des Vereins für die Geschichte Berlins, Jahrgang 20, Berlin 1971.
- Berlin in spätfriederizianischer Zeit. Eine Skizze zur Sozial- und Sittengeschichte, in: Jahrbuch des Vereins für die Geschichte Berlins, Jahrgang 23, Berlin 1974.
- Über das Berliner Landesarchiv. Mit dokumentarischen Kostproben aus den Archivbeständen (= Berliner Forum, 4/74), Berlin 1974.
- Berlins Bürgermeister 1808–1933. Die „Zweiten Männer“ der Stadt, in: Jahrbuch des Vereins für die Geschichte Berlins, Jahrgang 25, Berlin 1976.
- Kirschner, Martin, in: Neue Deutsche Biographie 11 (1977), S. 675.
- Berlin vor 50 Jahren, in: Jahrbuch des Vereins für die Geschichte Berlins, Jahrgang 27, Berlin 1978.
- „…so ein schöner und angenehmer Ort als Spandow…“. Zwei Briefe E. L. Heims aus Spandau, in: Jahrbuch des Vereins für die Geschichte Berlins, Jahrgang 31, Berlin 1982.
- Berlin und Umgebung. Landschaft, Geschichte, Gegenwart, Kultur, Kunst, Volkstum, Heroldsberg: Glock und Lutz 1986 (= Deutsche Landeskunde. Abteilung Mitteldeutschland).
- Das öffentliche Leben in Berlin vor der Märzrevolution, in: Jahrbuch des Vereins für die Geschichte Berlins, Jahrgang 36, Berlin 1987.
- Die Ungers – ein Künstler- und Verlegerehepaar vor 200 Jahren, in: Jahrbuch des Vereins für die Geschichte Berlins, Jahrgang 37, Berlin 1988.
- Theaterzensur in Berlin, in: Jahrbuch des Vereins für die Geschichte Berlins, Jahrgang 38/39, Berlin 1989/90.
- Der „Simplicissimus“ und Berlin. Das Brandenburger Tor – eine Nachlese, in: Jahrbuch des Vereins für die Geschichte Berlins, Jahrgang 42, Berlin 1993.